# Régusse
Régusse is een gemeente in het Franse departement Var (regio Provence-Alpes-Côte d'Azur) en telt 1137 inwoners (1999). De plaats maakt deel uit van het arrondissement Brignoles.
Het dorp ligt dicht bij het meer van Sainte-Croix (Frans: Lac de Sainte-Croix). Behalve vanwege het meer is het dorp vooral bekend van zijn windmolens. Deze staan dicht bij het dorp en kunnen in het hoogseizoen elke zondag bezocht worden.

## Geografie
De oppervlakte van Régusse bedraagt 35,7 km², de bevolkingsdichtheid is 31,8 inwoners per km².
Régusse ligt op 542 meter boven de zeespiegel.
De onderstaande kaart toont de ligging van Régusse met de belangrijkste infrastructuur en aangrenzende gemeenten.

## Demografie
Onderstaande figuur toont het verloop van het inwonertal (bron: INSEE-tellingen).